# 細田あい
細田　あい（ほそだ あい、1995年11月27日 - ）は、日本の陸上競技選手、長距離走。2017年ユニバーシアード・台北大会10000m銅メダル獲得。

## 経歴
長野県茅野市立長峰中学校、長野県長野東高等学校、日本体育大学卒業。2018年ダイハツに入社、その後、2021年2月からエディオン所属。
長峰中では長距離や駅伝で活躍し、2年、3年と全日本中学陸上1500mに出場。3年時点で800m長野県3位、1500m同3位、2000m同4位、3000m同2位の好記録を残している。また、同校の恒例行事であったフルマラソン大会では3時間半台という女子の大会記録を保持している。
長野東高では、有力なランナーが県内から集まりチーム内の競争がとても激しく、また長野県内の中距離・長距離の選手の層も厚く全国大会の個人種目や駅伝に出場することは難しかった。しかし、2年の時1500mでインターハイの出場権を勝ち取り、2年、3年と連続で全国高校駅伝女子に出場し最終5区を走り区間17位、16位と健闘した（チームはいずれも10位）。2014年1月には全国女子駅伝にも出場し2区11位となりチームは10位だった。
教員になる事を目指し、2014年に日本体育大に進学。次第に力をつけ3年のころからテレビ中継などで「日体大のエース」と呼ばれるまでになった。1年から全日本大学女子（杜の都）駅伝、大学女子選抜（富士山女子）駅伝に出場し、3年で富士山7区、4年で杜の都3区で区間賞を獲得した。関東インカレや日本インカレでも長距離で何度も入賞した。特に3年の関東インカレでは5000m、10000ｍの2冠を達成した。海外でも活躍し、2016年3月12日の大学2年時、世界大学クロスカントリー (en) では個人9位、団体では清水萌衣乃（東農大1年）・出水田眞紀（立大2年）・菅野七虹（立命大3年）らで1位となり金メダルを獲得した、2017年のユニバーシアード・台北大会10000mで3位となった。2018年に卒業後は実業団のダイハツへ入社する。
ダイハツでは、実業団女子駅伝を2018年2区で5位（チームは3位）、2019年5区で2位（チームは準優勝）と連続して好走してチームの入賞に貢献した。全国女子駅伝でも2019年、2020年と最長9区を走り区間9位、2位となり長野県チームの連続入賞に貢献した。個人競技では名古屋ウィメンズマラソン2019に出場し初マラソンながら2時間30分を切る記録で総合18位（日本人9位）、2020年は総合8位（日本人4位）と好結果を残した。チームからもロード（マラソン）やクロスカントリーに向いたランナーと評価されており、トラック種目は練習の一環としていたが全日本実業団陸上10000mでも2018年23位、2019年24位と結果を残した。
2021年1月末、ダイハツを退社し、エディオンへ移籍した。中国実業団では5000mと10000mの2冠、日本選手権の5000mでは廣中、新谷、田中、萩谷の東京五輪代表に続き、自己ベストの15分28秒05で5位入賞を果たした。
2022年3月13日、名古屋で開催された『名古屋ウィメンズ2022』に出場、自己ベストタイムを2分以上上回る2時間24分26秒を記録し、MGC出場権を獲得した。6月の日本選手権では5000mに出場し15分23秒75の自己ベストで6位となり2年連続の入賞、10月2日、海外初マラソンとなる2022ロンドンマラソンに出場、自己ベストを3分以上上回り日本歴代8位となる2時間21分42秒を記録した。11月27日の全日本実業団対抗女子駅伝競走(クイーンズ駅伝)では5区を走り区間2位となり、エディオンの4位入賞に貢献した。
2023年3月5日、東京で開催された『東京マラソン2023』に出場、2時間22分8秒で7位、日本人選手では2位となり、1年以内に出場したフルマラソン3回全てで2時間25分以内を記録しMGC進出条件を突破している。フルマラソンの日本選手権を兼ねた2022年度のジャパンマラソンチャンピオンシップシリーズでは2499ポイントを獲得してシリーズランキング3位となった。10月15日、冷たい雨の東京で行われた第2回マラソングランドチャンピオンシップではレース中盤で飛び出した優勝候補の一山麻緒をただ一人追い掛けるなど果敢なレースを展開したが2時間24分50秒で3位となり、パリオリンピック代表内定とはならなかったが自身の自己ベスト記録を更新する選手が残り2大会で誰もいなければ代表内定という権利を獲得した。

## エピソード
ネット上で「怪物（怪物ランナー）」とまで言われるようになった廣中璃梨佳と新谷仁美の2人と主要な大会で勝負をし、その強さとスピードを体験しているランナーである。廣中璃梨佳とは2018年の全国女子駅伝4区（廣中は区間新の12分32秒で走破）で対決、30秒ほど後方から追う廣中に抜かれた。中継時に3区のランナーと脚が絡んで転倒したため万全な状態ではなかったが、アナウンサーが大学生の強豪であると紹介した細田を抜いていった事が廣中の強さを印象付けた。新谷仁美とは2020年の全国女子駅伝9区（新谷は区間歴代2位の30分57秒で走破）で対決。約1分の差を詰められ交わされたものの、後につきゴール近くでは再逆転寸前まで迫り区間2位のタイムで走破した。この時の粘りは解説の金哲彦、小林祐梨子に大いに評価された。新谷は最後にペースが落ちて優勝と区間新をともに逃してしまい残念がった。

## 主な記録
| 年     | 大会                                 | 種目     | 順位     | 備考                     |
| ------ | ------------------------------------ | -------- | -------- | ------------------------ |
| 2012年 | 全国高校駅伝女子                     | 5区      | 区間17位 | 長野東高校10位           |
| 2013年 | 全国高校駅伝女子                     | 5区      | 区間16位 | 長野東高校10位           |
| 2014年 | 全国女子駅伝                         | 6区      | 区間11位 | 長野県10位               |
|        | 全日本大学女子駅伝                   | 2区      | 区間6位  | 日本体育大学17位         |
|        | 大学女子選抜（富士山女子）駅伝       | 4区      | 区間9位  | 日本体育大学10位         |
| 2015年 | 全国女子駅伝                         | 2区      | 区間19位 | 長野県16位               |
|        | 日本インカレ                         | 5000m    | 7位      |                          |
|        | 全日本大学女子駅伝                   | 1区      | 区間6位  | 日本体育大学4位          |
|        | 大学女子選抜（富士山女子）駅伝       | 7区      | 区間2位  | 日本体育大学5位          |
| 2016年 | 全国女子駅伝                         | 1区      | 区間32位 | 長野県14位               |
|        | X-RUN CHIBA                          | 6㎞      | 2位      | 世界大学クロカン代表選出 |
|        | 世界大学クロスカントリ－             | 6.2㎞    | 9位      | 団体優勝                 |
|        | 日本インカレ                         | 5000m    | 6位      |                          |
|        | 全日本大学女子駅伝                   | 1区      | 区間9位  | 日本体育大学7位          |
|        | 大学女子選抜（富士山女子）駅伝       | 7区      | 区間賞   | 日本体育大学5位          |
| 2017年 | 全国女子駅伝                         | 4区      | 区間7位  | 長野県10位               |
|        | 第29回夏季ユニバーシアード・台北大会 | 10000m   | 銅メダル |                          |
|        | 全日本大学女子駅伝                   | 3区      | 区間賞   | 日本体育大学7位          |
|        | 大学女子選抜（富士山女子）駅伝       | 5区      | 区間9位  | 日本体育大学5位          |
| 2018年 | 全国女子駅伝                         | 4区      | 区間13位 | 長野県9位                |
|        | 全日本実業団陸上                     | 10000m   | 23位     |                          |
|        | 実業団女子駅伝                       | 2区      | 区間5位  | ダイハツ3位              |
| 2019年 | 全国女子駅伝                         | 9区      | 区間9位  | 長野県6位                |
|        | 名古屋ウィメンズマラソン2019         | マラソン | 18位     | 日本人9位                |
|        | 全日本実業団陸上                     | 10000m   | 24位     |                          |
|        | 実業団女子駅伝                       | 5区      | 区間2位  | ダイハツ2位              |
| 2020年 | 全国女子駅伝                         | 9区      | 区間2位  | 長野県4位                |
|        | 名古屋ウィメンズマラソン2020         | マラソン | 8位      | 日本人4位                |
| 2021年 | 第105回日本選手権(長居)              | 5000m    | 5位      |                          |
|        | 実業団女子駅伝                       | 5区      | 区間4位  | エディオン11位           |
| 2022年 | 名古屋ウィメンズマラソン2022         | マラソン | 4位      | MGC出場権獲得            |
|        | 第106回日本選手権                    | 5000m    | 6位      |                          |
|        | ロンドンマラソン                     | マラソン | 9位      | 日本歴代8位              |
|        | 実業団女子駅伝                       | 5区      | 区間2位  | エディオン4位            |
| 2023年 | 東京マラソン2023                     | マラソン | 7位      | 日本人2位                |